# Plataea lessaria
Plataea lessaria là một loài bướm đêm trong họ Geometridae.